# جون باسكوم (عالم اجتماع)
جون باسكوم (بالإنجليزية: John Bascom)‏ هو فيلسوف واقتصادي وعالم نفس أمريكي، ولد في 1 مايو 1827 في جينوا في الولايات المتحدة، وتوفي في 27 أكتوبر 1911 في ويليامزتاون في الولايات المتحدة.